# Coelichneumon bimaculatus
Coelichneumon bimaculatus là một loài tò vò trong họ Ichneumonidae.